# بخش هریسون (شهرستان ماسکینگوم، اوهایو)
بخش هریسون (به انگلیسی: Harrison Township) یک منطقهٔ مسکونی در ایالات متحده آمریکا است که در شهرستان ماسکینگام، اوهایو واقع شده‌است.
 بخش هریسون ۴۳٫۸ کیلومتر مربع مساحت و ۱٬۶۳۸ نفر جمعیت دارد و ۲۹۹ متر بالاتر از سطح دریا واقع شده‌است.